# Ápsalos
Ápsalos (Apsalos) är en ort i Grekland.   Den ligger i prefekturen Nomós Péllis och regionen Mellersta Makedonien, i den norra delen av landet, 400 km norr om huvudstaden Aten. Ápsalos ligger 121 meter över havet och antalet invånare är 1 121.
Terrängen runt Ápsalos är huvudsakligen kuperad, men norrut är den platt. Runt Ápsalos är det ganska glesbefolkat, med 50 invånare per kvadratkilometer. Närmaste större samhälle är Aridaía, 9,0 km norr om Ápsalos. == Kommentarer ==
1. ↑  Framräknat ur variansen i alla höjduppgifter (DEM 3") från Viewfinder Panoramas, inom 10 km radie.[2] Mer om algoritmen finns här: Användare:Lsjbot/Algoritmer.